# خانه دختر ملک
خانهٔ دختر ملک؛ نام خانه‌ای تاریخی مربوط به دورهٔ پهلوی اول است و در شهرستان مشهد، شهر مشهد، خیابان آخوند خراسانی، کوچهٔ فروغ، پلاک ۱۹۹ واقع شده و این اثر در تاریخ ۹ بهمن ۱۳۸۴ با شمارهٔ ثبت ۱۴۰۰۲ به‌عنوان یکی از آثار ملی ایران به ثبت رسیده‌است.